# Matthias Claudius
Matthias Claudius także Asmus (ur. 15 sierpnia 1740 w Reinfeld, zm. 21 stycznia 1815 w Hamburgu) – niemiecki poeta. Autor tekstu do kołysanki „Der Mond ist aufgegangen”.

## Życiorys
Urodził się 15 sierpnia 1740 w Reinfeld. Studiował w Jenie, a następnie pracował w Kopenhadze i Darmstadt. W 1788 roku otrzymał synekurę w banku Schleswig-Holstein. W latach 1771–1775 pracował w gazecie „Der Wandsbecker Bothe”, gdzie współpracował z innymi postaciami oświecenia, takimi jak filozof Johann Gottfried Herder, poeta Friedrich Gottlieb Klopstock czy krytyk literacki Gotthold Ephraim Lessing. Asmus, wraz z wymienioną trójką utworzył koło, które walczyło z dominującym racjonalizmem i klasycyzmem i dążyło do zachowania naturalnej i chrześcijańskiej atmosfery w literaturze. Zmarł 21 stycznia 1815 roku w Hamburgu.

## Dzieła
Lista wybranych dzieł:
- Asmvs omnia sua secvm portans, oder Sämmtliche Werke des Wandsbecker Bothen I, II, III
- Aus dem Wandsbeker Boten des Matthias Claudius
- Das silberne ABC
- Der Mond ist aufgegangen : Lyrik. Prosa. Briefe. Bleibendes vom Wandsbecker Boten
- Geschichte des egyptischen Königs Sethos
- Werke. Bd. 1-4